# Karl Rathgen
Karl Rathgen, né le 6 décembre 1856 à Weimar et mort à l'âge de 65 ans le 4 novembre 1921 à Hambourg, est un économiste allemand qui est conseiller étranger au Japon pendant l'ère Meiji. Il est le premier chancelier de l'université de Hambourg.

## Biographie
Karl Rathgen est le plus jeune fils du juriste et ministre d'État Bernhard Rathgen (de) et de son épouse Cornelia Rathgen née Niebuhr. Après avoir étudié à Strasbourg, à Halle, à Leipzig et à Berlin, il passe son premier examen d'état à Naumbourg en 1880 et obtient son doctorat deux ans plus tard avec une thèse sur la création des marchés en Allemagne à l'université de Strasbourg.
De 1882 à 1890, il enseigne le droit public, les statistiques et l'administration à l'université impériale de Tokyo et conseille aussi le ministère japonais de l'Agriculture et du Commerce.
En 1892, Rathgen passe son habilitation à l'université Friedrich Wilhelms de Berlin puis devient professeur à l'université de Marbourg en 1895. De 1900 à 1903, il remplace temporairement Max Weber à l'université de Heidelberg. En 1907, il devient professeur du nouvel institut colonial de Hambourg. Après sa transformation en université de Hambourg en 1919, il prend la chaire d'économie, de politique coloniale et de finances publiques et devient le premier chancelier de l'université au même moment.
De 1913 à 1914, Rathgen enseigne à l'université Columbia à New York dans le cadre d'un échange de professeur.
Il est surtout connu pour ses publications sur le Japon et il a un grand impact sur la perception allemande du développement économique du Japon.

## Publications
- Japans Volkswirtschaft und Staatshaushalt (L'économie et le budget d'état du Japon). Leipzig: Duncker & Humblot 1891
- Die Japaner und ihre wirtschaftliche Entwicklung (Les Japonais et leur développement économique). Leipzig: Teubner 1905.
- Staat und Kultur der Japaner (État et culture des Japonais). Bielefeld, Leipzig: Velhagen & Klasing 1907.
- Die Japaner in der Weltwirtschaft (Les Japonais dans l'économie mondiale). Leipzig: Teubner 1911.